# Distrikt Tipán
Der Distrikt Tipán liegt in der Provinz Castilla in der Region Arequipa in Südwest-Peru. Der Distrikt wurde am 13. Dezember 1943 gegründet. Er besitzt eine Fläche von 55,5 km². Beim Zensus 2017 wurden 474 Einwohner gezählt. Im Jahr 1993 lag die Einwohnerzahl bei 696, im Jahr 2007 bei 591. Die Distriktverwaltung befindet sich in der 1913 m hoch gelegenen Ortschaft Tipán mit 145 Einwohnern (Stand 2017). Tipán liegt knapp 40 km nördlich der Provinzhauptstadt Aplao.

## Geographische Lage
Der Distrikt Tipán liegt in der Cordillera Volcánica zentral in der Provinz Castilla. Das Areal wird nach Süden zum Río Colca entwässert.
Der Distrikt Tipán grenzt im Süden an den Distrikt Aplao, im Westen an den Distrikt Pampacolca, im Norden an den Distrikt Viraco, im Nordosten an den Distrikt Machaguay sowie im Osten an den Distrikt Uñón.

## Ortschaften
Im Distrikt gibt es neben dem Hauptort folgende größere Ortschaften:
- Chupacra
- Llacmes
- Paracolca
- Tagre